# Olesno (stad in powiat Oleski)
Olesno (Duits: Rosenberg) is een stad in het Poolse woiwodschap Opole, gelegen in de powiat Oleski. De oppervlakte bedraagt 15,1 km², het inwonertal 10.204 (2005).

## Geschiedenis
Olesno ligt in Silezië en maakte tot 1945 deel uit van Duitsland. Het is een van de oudste nederzettingen van deze (historische) streek.

## Verkeer en vervoer
- Station Olesno Śląskie

## Geboren
- Adam Ledwoń (1974-2008), Pools-Duits voetballer
- Oliwia Woś (1999), voetbalster

## Externe link

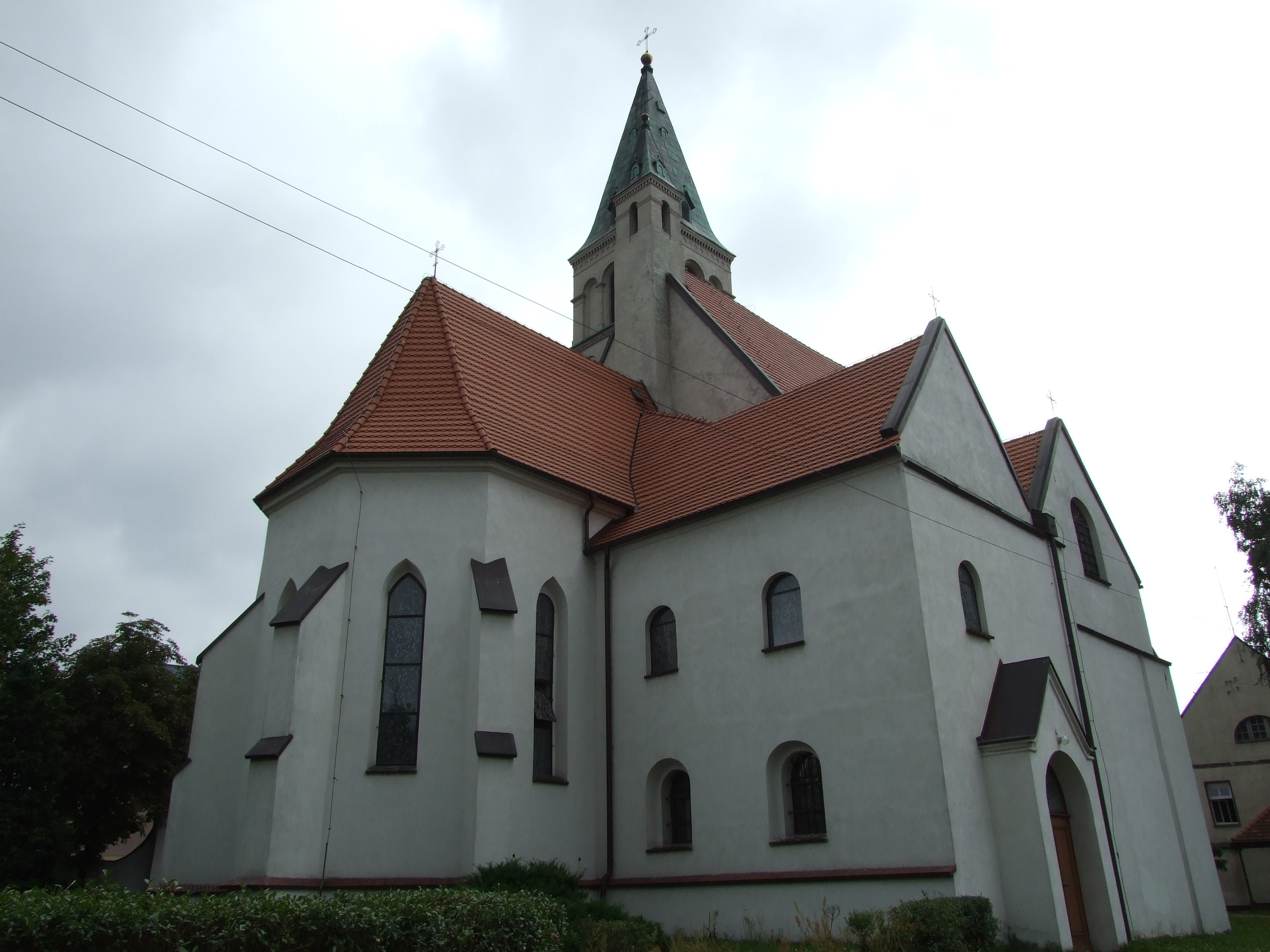
Kościół św. Michała (Sint-Michielskerk)